# Mariko Kikuta
Pour les articles homonymes, voir Kikuta.
Mariko Kikuta (菊田 まりこ, Kikuta Mariko), née le 19 avril 1970 à Tokyo, est une auteure et illustratrice japonaise de livres pour la jeunesse.
Après avoir terminé ses études au junior college (Tanki Daigaku) de l'Université d'art de Musashino, Kikuta devient graphiste et illustre une large gamme de produits tels que des cartes postales et de la papeterie.
Elle fait ses débuts d'auteur et d'illustratrice avec Tu es toujours auprès de moi.

## Titres
- Itsudemo kaieru. See you anytime I want (いつでも会える, 1998)
  - Du bist immer noch bei mir (de) (2003)
- Kimi no Tame ni dekiru Koto. All I can do for you (君のためにできるコト, 1998)
- Happy Happy Birthday (ハピハピバースデー, Hapi hapi Bāsudē; 2002) avec Mayo Okamoto
- Dakko shite, Onbu shite (だっこして　おんぶして; 2003)
- Ano Sora o. Wish I could fly in the sky (あの空を, 2004)
- Boku no Tonari ni wa. Be always by my side (僕のとなりには, 2004)

## Source de la traduction
- (de) Cet article est partiellement ou en totalité issu de l’article de Wikipédia en allemand intitulé « Mariko Kikuta » (voir la liste des auteurs).
- Notices d'autorité :   - VIAF
  - ISNI
  - BnF (données)
  - IdRef
  - GND
  - Japon
  - CiNii
  - Corée du Sud